# SYRIZA
Koalitionen af Det Radikale Venstre (græsk: Συνασπισμός Ριζοσπαστικής Αριστεράς, Synaspismos Rizospastikis Aristeras) forkortet SYRIZA (græsk: ΣΥΡΙΖΑ)) blev oprettet som et græsk valgforbund. Valgforbundet bestod af venstreorienterede partier, og det blev dannet i 2004. Forbundets leder fra 2009 er Alexis Tsipras. 
I foråret 2012 blev valgforbundet omdannet til et politisk parti. Partiet vandt valget i januar 2015 og fik 149 mandater af 300 i det græske parlament, hvorefter Tsipras blev udnævnt til regeringsleder.

## Historie
Valgalliancen SYRIZA blev officielt dannet forud for det græske parlamentsvalg i 2004, men har rødder tilbage til 2001. Ved valget opnåede alliancen 3,3 procent af stemmerne og seks mandater i Grækenlands parlament. Efter valget opstod der interne stridigheder i alliancen, da de mindre medlemspartier anklagede partiet Synaspismos, det største i alliancen, for at behandle dem uretfærdigt og at udnytte valgsystemet til egen fordel på bekostning af de mindre partier.
Ved Europa-parlamentsvalget i Grækenland 2009 var SYRIZA på randen af kollaps, og Synaspismos opstillede sig selv til valg uafhængigt af resten af valgalliancen. Stridighederne blev løst i december 2004, og SYRIZA blev opretholdt.
Ved parlamentsvalget i 2012 gik SYRIZA fra 4,6 procent i 2009, til 16,8 og blev Grækenlands næststørste parti, efter det konservative Nyt Demokrati. Dette skyldtes hovedsagelig at det socialdemokratiske parti PASOK var kollapset og det politiske kaos som en følge af den græske gældskrise.
Eftersom der ikke blev enighed om at danne en flertalsregering efter dette valg, blev der holdt nyvalg i juni samme år. Forud for dette nyvalg registrerede SYRIZA sig som et samlet politisk parti i stedet for en valgalliance. Det skete af valgtaktiske grunde, idet kun et egentligt parti kan udnytte reglen om, at parlamentets største parti tildeles ekstra 50 pladser, og meningsmålinger tydede på, at SYRIZA kunne komme i den situation efter valget.
I 2009 blev Alexis Tsipras, oprindelig partileder i Synaspismos, valgt til at lede SYRIZAs parlamentariske gruppe.
Ved valget i juni 2012 fik partiet 1.655.053 stemmer, svarende til 26,89 procent, og det gav 71 mandater. Dermed var SYRIZA fortsat parlamentets næststørste parti, mens Nyt Demokrati som det største parti fik de 50 ekstra mandater.
Ved valget i januar 2015 fik partiet 2.245.561 stemmer, hvilket svarer til 36,3 procent, og det gav 149 mandater. Dermed var SYRIZA parlamentets største parti og kunne danne regering. Dagen efter valget indgik SYRIZA aftale med de uafhængige grækere om at danne regering. De uafhængige fik 13 mandater med valget, den nye koalition fik derved 162 medlemmer i det græske parlament.

## Politisk placering
Syriza svarer nærmest til de danske partier SF og Enhedslisten. Synaspismos, der er det største parti i valgforbundet, er medlem af Europæisk Venstreparti.

## Valgresultater

### Parlamentsvalg
| Valgår      | Antal stemmer | Procent | Antal mandater |
| ----------- | ------------- | ------- | -------------- |
| 2004        | 241 539       | 3,3     | 6 / 300        |
| 2007        | 361 211       | 5,0     | 14 / 300       |
| 2009        | 315 627       | 4,6     | 13 / 300       |
| 2012 (mai)  | 1 061 265     | 16,8    | 52 / 300       |
| 2012 (juni) | 1 655 053     | 26,9    | 71 / 300       |
| 2015 (jan)  | 2.246.064     | 36,3    | 149 / 300      |
| 2015 (sep)  | 1.925.904     | 35,46   | 145 / 300      |

### Valg til Europa-parlamentet
| Valgår | Antal stemmer | Procent | Antal mandater |
| ------ | ------------- | ------- | -------------- |
| 2004   | 254.447       | 4,1     | 1 / 24         |
| 2009   | 240.898       | 4,7     | 1 / 22         |
| 2014   | 1.514.853     | 26,5    | 6 / 21         |